# Grand Prix Eifelu 2020
Grand Prix Eifelu 2020 (oficiálně Formula 1 Aramco Großer Preis der Eifel 2020) se jela na okruhu Nürburgring v Nürburgu v Německu dne 11. října 2020. Závod byl jedenáctým v pořadí v sezóně 2020 šampionátu Formule 1.

## Kvalifikace
| Poř.                       | No. | Jezdec             | Konstruktér               | Časy v kvalifikaci | Časy v kvalifikaci | Časy v kvalifikaci | Pořadí na startu |
| Poř.                       | No. | Jezdec             | Konstruktér               | Q1                 | Q2                 | Q3                 | Pořadí na startu |
| -------------------------- | --- | ------------------ | ------------------------- | ------------------ | ------------------ | ------------------ | ---------------- |
| 1                          | 77  | Valtteri Bottas    | Mercedes                  | 1:26.573           | 1:25.971           | 1:25.269           | 1                |
| 2                          | 44  | Lewis Hamilton     | Mercedes                  | 1:26.620           | 1:25.390           | 1:25.525           | 2                |
| 3                          | 33  | Max Verstappen     | Red Bull Racing-Honda     | 1:26.319           | 1:25.467           | 1:25.562           | 3                |
| 4                          | 16  | Charles Leclerc    | Ferrari                   | 1:26.857           | 1:26.240           | 1:26.035           | 4                |
| 5                          | 23  | Alexander Albon    | Red Bull Racing-Honda     | 1:27.126           | 1:26.285           | 1:26.047           | 5                |
| 6                          | 3   | Daniel Ricciardo   | Renault                   | 1:26.836           | 1:26.096           | 1:26.223           | 6                |
| 7                          | 31  | Esteban Ocon       | Renault                   | 1:27.086           | 1:26.364           | 1:26.242           | 7                |
| 8                          | 4   | Lando Norris       | McLaren-Renault           | 1:26.829           | 1:26.316           | 1:26.458           | 8                |
| 9                          | 11  | Sergio Pérez       | Racing Point-BWT Mercedes | 1:27.120           | 1:26.330           | 1:26.704           | 9                |
| 10                         | 55  | Carlos Sainz Jr.   | McLaren-Renault           | 1:27.378           | 1:26.361           | 1:26.709           | 10               |
| 11                         | 5   | Sebastian Vettel   | Ferrari                   | 1:27.107           | 1:26.738           |                    | 11               |
| 12                         | 10  | Pierre Gasly       | AlphaTauri-Honda          | 1:27.072           | 1:26.776           |                    | 12               |
| 13                         | 26  | Daniil Kvjat       | AlphaTauri-Honda          | 1:27.285           | 1:26.848           |                    | 13               |
| 14                         | 99  | Antonio Giovinazzi | Alfa Romeo Racing-Ferrari | 1:27.532           | 1:26.936           |                    | 14               |
| 15                         | 20  | Kevin Magnussen    | Haas-Ferrari              | 1:27.231           | 1:27.125           |                    | 15               |
| 16                         | 8   | Romain Grosjean    | Haas-Ferrari              | 1:27.562           |                    |                    | 16               |
| 17                         | 63  | George Russell     | Williams-Mercedes         | 1:27.564           |                    |                    | 17               |
| 18                         | 6   | Nicholas Latifi    | Williams-Mercedes         | 1:27.812           |                    |                    | 18               |
| 19                         | 7   | Kimi Räikkönen     | Alfa Romeo Racing-Ferrari | 1:27.817           |                    |                    | 19               |
| 20                         | 27  | Nico Hülkenberg    | Racing Point-BWT Mercedes | 1:28.021           |                    |                    | 20               |
| 107% času vítěze: 1:32.361 |     |                    |                           |                    |                    |                    |                  |
| Zdroj:                     |     |                    |                           |                    |                    |                    |                  |

## Závod
| Poř.                                                                             | No. | Jezdec             | Konstruktér               | Počet kol | Čas/Odstoupení   | Pořadí na startu | Body |
| -------------------------------------------------------------------------------- | --- | ------------------ | ------------------------- | --------- | ---------------- | ---------------- | ---- |
| 1                                                                                | 44  | Lewis Hamilton     | Mercedes                  | 60        | 1:35:49.641      | 2                | 25   |
| 2                                                                                | 33  | Max Verstappen     | Red Bull Racing-Honda     | 60        | +4.470           | 3                | 19   |
| 3                                                                                | 3   | Daniel Ricciardo   | Renault                   | 60        | +14.613          | 6                | 15   |
| 4                                                                                | 11  | Sergio Pérez       | Racing Point-BWT Mercedes | 60        | +16.070          | 9                | 12   |
| 5                                                                                | 55  | Carlos Sainz Jr.   | McLaren-Renault           | 60        | +21.905          | 10               | 10   |
| 6                                                                                | 10  | Pierre Gasly       | AlphaTauri-Honda          | 60        | +22.766          | 12               | 8    |
| 7                                                                                | 16  | Charles Leclerc    | Ferrari                   | 60        | +30.814          | 4                | 6    |
| 8                                                                                | 27  | Nico Hülkenberg    | Racing Point-BWT Mercedes | 60        | +32.596          | 20               | 4    |
| 9                                                                                | 8   | Romain Grosjean    | Haas-Ferrari              | 60        | +39.081          | 16               | 2    |
| 10                                                                               | 99  | Antonio Giovinazzi | Alfa Romeo Racing-Ferrari | 60        | +40.035          | 14               | 1    |
| 11                                                                               | 5   | Sebastian Vettel   | Ferrari                   | 60        | +40.810          | 11               |      |
| 12                                                                               | 7   | Kimi Räikkönen     | Alfa Romeo Racing-Ferrari | 60        | +41.476          | 19               |      |
| 13                                                                               | 20  | Kevin Magnussen    | Haas-Ferrari              | 60        | +49.585          | 15               |      |
| 14                                                                               | 6   | Nicholas Latifi    | Williams-Mercedes         | 60        | +54.449          | 18               |      |
| 15                                                                               | 26  | Daniil Kvjat       | AlphaTauri-Honda          | 60        | +55.588          | 13               |      |
| Ret                                                                              | 4   | Lando Norris       | McLaren-Renault           | 42        | Pohonná jednotka | 8                |      |
| Ret                                                                              | 23  | Alexander Albon    | Red Bull Racing-Honda     | 23        | Chladič          | 5                |      |
| Ret                                                                              | 31  | Esteban Ocon       | Renault                   | 22        | Hydraulika       | 7                |      |
| Ret                                                                              | 77  | Valtteri Bottas    | Mercedes                  | 18        | Pohonná jednotka | 1                |      |
| Ret                                                                              | 63  | George Russell     | Williams-Mercedes         | 12        | Kolize           | 17               |      |
| Nejrychlejší kolo: Max Verstappen (Red Bull Racing-Honda) – 1:28.139 (v kole 60) |     |                    |                           |           |                  |                  |      |
| Zdroj:                                                                           |     |                    |                           |           |                  |                  |      |

Poznámky
1. ↑  Max Verstappen získal jeden bod za zajetí nejrychlejšího kola.
2. ↑  Alexander Albon obdržel trest přičtení 5 sekund k času v cíli za zavinění kolize s Daniilem Kvjatem. Ale jelikož odstoupil ze závodu, tak trest nenabil účinnosti.

## Průběžné pořadí po závodě
Pohár jezdců
|        | Pořadí | Jezdec           | Body |
| ------ | ------ | ---------------- | ---- |
|        | 1      | Lewis Hamilton   | 230  |
|        | 2      | Valtteri Bottas  | 161  |
|        | 3      | Max Verstappen   | 147  |
| 2      | 4      | Daniel Ricciardo | 78   |
| 4      | 5      | Sergio Pérez     | 64   |
| Zdroj: |        |                  |      |

Pohár konstruktérů
|        | Pořadí | Konstruktér           | Body |
| ------ | ------ | --------------------- | ---- |
|        | 1      | Mercedes              | 391  |
|        | 2      | Red Bull-Honda        | 211  |
| 1      | 3      | Racing Point-Mercedes | 120  |
| 1      | 4      | McLaren-Renault       | 116  |
|        | 5      | Renault               | 114  |
| Zdroj: |        |                       |      |